# 卡布特罗
卡布特罗（INN：carbuterol）是一种短效β2肾上腺素受体激动药、支气管扩张药。卡布特罗在猫、狗和豚鼠的体外和体内表现出有效的支气管扩张活性，并且与异丙肾上腺素相比，卡布特罗对气管支气管平滑肌的选择性比对心肌的选择性高得多。

## 合成